# 马克斯·普朗克
马克斯·卡尔·恩斯特·路德维希·普朗克（德語：Max Karl Ernst Ludwig Planck；1858年4月23日—1947年10月4日），德国物理学家，量子力学创始人。以发现能量量子獲得1918年度的诺贝尔物理学奖（1919年頒發）。以之為名的普朗克常数於2019年被用於重新定義基本單位，此外還有以之為名的科學獎座、機構和學會。

## 生平

### 童年时期
普朗克出生在一个受到良好教育的传统家庭，他的曾祖父戈特利布·普朗克（Gottlieb Planck，1751年－1833年）和祖父海因里希·普朗克（Heinrich Planck，1785年－1831年）都是哥廷根的神学教授，他的父亲威廉·普朗克（Wilhelm Planck，1817年－1900年）是基尔和慕尼黑的法学教授，他的叔叔戈特利布·普朗克（Gottlieb Planck，1824年－1907年）也是哥廷根的法学家和德国民法典的重要创立者之一。

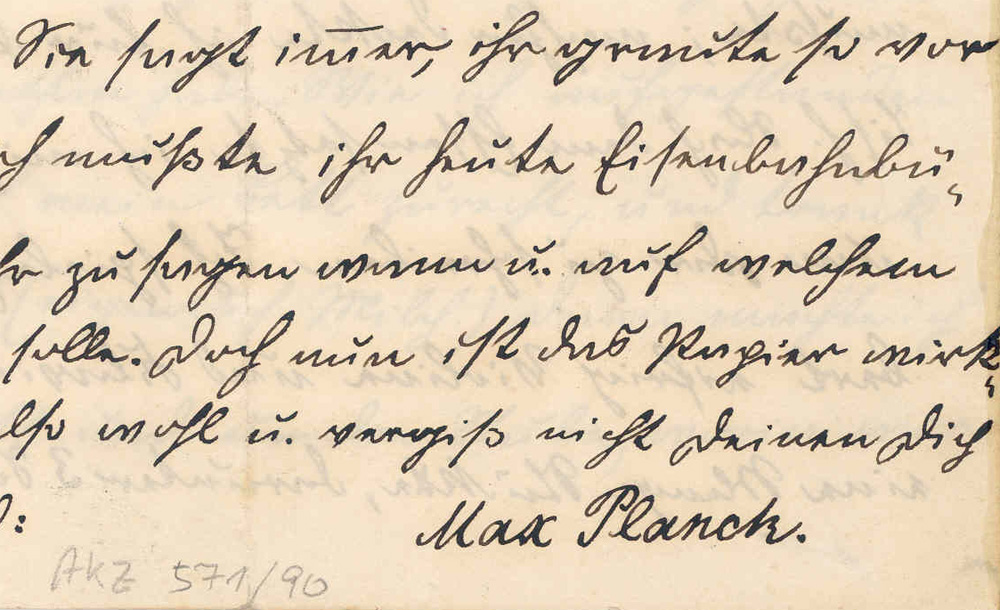
马克斯·普朗克10岁时的签名

马克斯·普朗克出生于1858年4月23日的基尔，是由父亲的第二任妻子母亲埃玛·帕齐希（Emma Patzig，1821年－1914年）所生，他受洗及賜名为卡爾·恩斯特·路德维希·馬克斯·普朗克，其賜名简称為馬克斯，而他也沿用此名直至過世。而普朗克還有另外六個兄弟姐妹，其中四个孩子赫尔曼（Hermann）、希尔德加德（Hildegard）、阿达尔贝特（Adalbert）和奥托（Otto）是父親的第二任妻子所生的，而父亲的第一任妻子留下了两个孩子胡戈（Hugo）和埃玛（Emma）。
普朗克在基尔度过了童年最初的几年时光，他最早的记忆便是1864年普丹战争期间，普鲁士奥地利联军进入基尔。1867年全家搬去了慕尼黑，普朗克在慕尼黑的马克西米利安文理中学读书，在那裡他受到數學家奥斯卡·冯·米勒（Oskar von Miller，后来成为了德意志博物馆的创始人）的啟發，引起青年時期的馬克斯發現自己對數理方面有興趣。米勒也教他天文學、力學和數學，普朗克從他那也學到了生平第一個物理定律——能量守恒定律；之後普朗克在17岁时就完成了中学的学业，在這個學校學習的這段期間內，也是他第一次接觸物理學這個領域。

### 大学时期

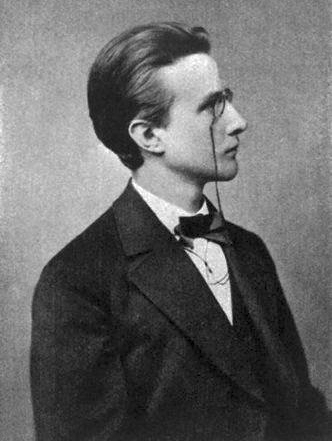
1878年学生时代的普朗克。

普朗克十分具有音乐天赋，他会钢琴、管风琴和大提琴，还上过演唱课，曾在慕尼黑学生学者歌唱协会（Akademischer Gesangverein München）为多首歌曲和一部轻歌剧（1876年）作曲。但是普朗克并没有选择音乐作为他的大学专业，而是决定学习物理。
慕尼黑的物理学教授菲利普·冯·约利（Philipp von Jolly，1809年－1884年）曾劝说普朗克不要学习物理，他认为「这门科学中的一切都已经被研究了，只有一些不重要的空白需要被填补（德语原文：In dieser Wissenschaft schon fast alles erforscht sei, und es gelte, nur noch einige unbedeutende Lücken zu schließen.）」，这也是当时许多物理学家所坚持的观点，但是普朗克回复道：
“我并不期望发现新大陆，只希望理解已经存在的物理学基础，或许能将其加深。”（德语原文：Ich hege nicht den Wunsch, Neuland zu entdecken, sondern lediglich, die bereits bestehenden Fundamente der physikalischen Wissenschaft zu verstehen, vielleicht auch noch zu vertiefen.）
普朗克在1874年在慕尼黑开始了他的物理学学业。普朗克整个科学事业中仅有的几次实验是在约利手下完成的，研究氢气在加热后的铂中的扩散，但是普朗克很快就把研究转向了理论物理学。
1877年至1878年，普朗克转学到柏林，在著名物理学家赫尔曼·冯·亥姆霍兹、古斯塔夫·罗伯特·基尔霍夫以及数学家卡尔·魏尔施特拉斯手下学习。关于亥姆霍兹，普朗克曾这样写道：
“他上课前从来不好好准备，讲课时断时续，经常出现计算错误，让学生觉得上课很无聊。”（德语原文：nie richtig vorbereitet, spricht stockend, verrechnet sich ständig, langweilt seine Hörer.）
而关于基尔霍夫，普朗克写道：“他讲课仔细，但是单调乏味。”（德语原文：sorgfältig ausgearbeitete Vorlesung, jedoch trocken und eintönig.）
即便如此，普朗克还是很快与亥姆霍兹建立了真挚的友谊。普朗克主要从鲁道夫·克劳修斯的讲义中自学，并受到这位热力学奠基人的重要影响，热学理论變成为了普朗克的工作领域。
1878年10月，普朗克在慕尼黑完成了教师资格考试，1879年2月递交了他的博士论文《关于热力学第二定律》（Über den zweiten Hauptsatz der mechanischen Wärmetheorie），而後他暫時回到之前在慕尼黑所待的學校，並在那教數學及物理學。1880年6月以论文《各向同性物质在不同温度下的平衡态》（Gleichgewichtszustände isotroper Körper in verschiedenen Temperaturen）获得大学任教资格。

### 学术事业
获得大学任教资格后，普朗克在慕尼黑并没有得到专业界的重视，但他继续他在热理论领域的工作，提出了热动力学公式，却没有发觉这一公式在此前已由约西亚·吉布斯提出过。鲁道夫·克劳修斯所提出的“熵”的概念在普朗克的工作中处于中心位置。
1885年4月，基尔大学聘请普朗克担任理论物理学教授，年薪约2000马克，普朗克继续他对熵及其应用的研究，主要解决物理化学方面的问题，为阿伦尼乌斯的电解质电离理论提供了热力学解释，但却是矛盾的。在基尔这段时间，普朗克已经开始了对原子假说的深入研究。
1887年，哥廷根大学哲学系授奖给普朗克的专著《能量守恒原理》（Das Prinzip der Erhaltung der Energie，1897年）。1889年4月，亥姆霍兹通知普朗克前往柏林，接手基尔霍夫的工作，1892年接手教职，年薪约6200马克。1894年，普朗克被选为普鲁士科学院的院士。1907年维也纳曾邀请普朗克前去接替路德维希·玻尔兹曼的教职，但他没有接受，而是留在了柏林，受到了柏林大学学生会的火炬游行队伍的感谢。普朗克于1926年10月1日退休，他的继任者是薛定谔。

### 任教柏林洪堡大学
在柏林期间，普朗克为柏林物理学会（Berliner Physikalischen Gesellschaft）做出了贡献，他写道：
“当时，我其实是唯一一个理论物理学家，感觉并不轻松，我提出了我的熵理论，而这在当时并不受欢迎，因为它是一个数学的魔鬼。（德语原文：Ich war eigentlich damals der einzige Theoretiker und hatte es daher nicht so ganz leicht, weil ich mit meiner Entropie hervorkam, und die war damals nicht sehr beliebt, weil sie ein mathematisches Gespenst war.）”

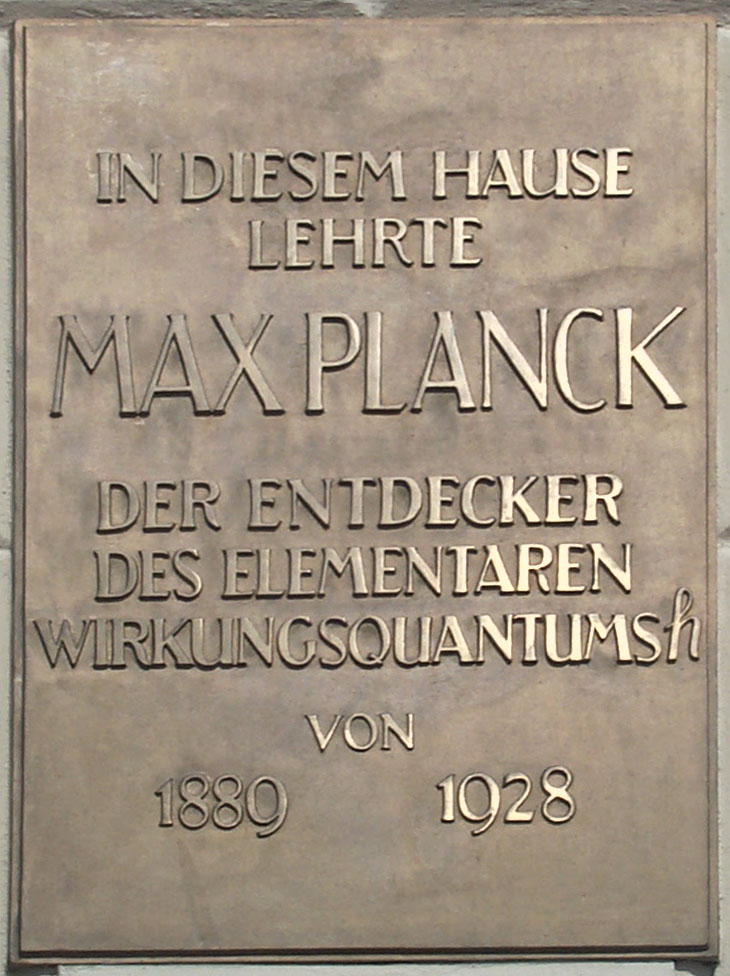
柏林洪堡大学的牌匾：普朗克常数h的发现者马克斯·普朗克在此任教，1889-1928

在普朗克的倡议下，柏林物理学会在1898年改为了德国物理学会。
普朗克在柏林洪堡大学教授理论物理学课程，整个课程长达6个学期。莉泽·迈特纳认为他讲课“冷静理智，有些一本正经”（德语原文：nüchtern, etwas unpersönlich）；一位英国人James R. Partington曾表述普朗克讲课“不用讲稿，从不犯错误，从不手软，是我所听过的最好的讲师。”（英语原文：Using no notes, never making mistakes, never faltering; the best lecturer I ever heard.）听普朗克授课的人从1890年的18人增加到了1909年的143人。
普朗克仅有过约20名博士生，其中包括：马克斯·亚伯拉罕（Max Abraham，1875年－1922年）、维也纳学派创始人摩里兹·石里克、瓦尔特·迈斯纳（1882年－1974年）、马克斯·冯·劳厄（1914年诺贝尔物理学奖获得者）、弗里茨·赖歇（Fritz Reiche，1883年—1960年）、華特·蕭特基（1886年－1976年）和瓦尔特·博特（1954年诺贝尔物理学奖获得者）。

### 普朗克辐射定律
大约是在1894年，普朗克开始把心力全部放在研究黑体辐射的问题上，他曾經受電力公司委託研究如何製造出消耗最少能量，但能產生最多光能的燈泡。該问题也曾在1859年被古斯塔夫·基爾霍夫所提出：黑体在热力学平衡下的电磁辐射功率与辐射频率和黑体温度的关系。帝国物理技术学院（Physikalisch-Technischer Reichsanstalt）对这个问题进行了实验研究，但是经典物理学的瑞利-金斯定律无法解释高频率下的测量结果，但這定律卻也創造了日後的紫外災變，威廉·维恩给出了维恩位移定律，可以正确反映高频率下的结果，但却又无法符合低频率下的结果。這些定律之所以能發起有一小部分是普朗克的貢獻，但大多數的教科書卻都沒有提到他。
普朗克在1899年就率先提出解決此問題的方法，叫做“基础无序原理”（principle of elementary disorder），並把瑞利-金斯定律和维恩位移定律这两条定律使用一种熵列式进行内插，由此发现了普朗克辐射定律，可以很好地描述测量结果；不久後，人們發現他的這項新理論沒有實驗證據，也讓普朗克在當時感到稍稍的無奈。可是他並沒有因此而氣餒，反而修正了自己的方式，最後成功推衍出著名的第一版普朗克黑體輻射定律，此定律是在描述由實驗觀察來的黑體輻射光譜呈現良好的狀態，于1900年10月19日在德国物理学会上首次提出。也因為普朗克黑體輻射定律是第一個不包括能源量化以及統計力學的推論，故在發表的當下，也引起了許多人的反感。
不久后的1900年12月14日，普朗克得出了辐射定律的理论推论，其中他使用了此前曾被他所否定的奥地利物理学家路德维希·玻尔兹曼的统计力学，热力学第二定律的每个纯统计学观点都让普朗克感到厌恶。普朗克於會議上提出了能量量子化的假說：
{\displaystyle E=h\nu \!}

其中E是能量，{\displaystyle \nu }是頻率，並引入了一个重要的物理常數h——普朗克常数，能量只能以不可分的能量元素（即量子）的形式向外辐射。該假說调和了经典物理学理论研究热辐射规律时遇到的矛盾。基于這樣的假设，他並給出了黑体辐射的普朗克公式，圆满地解释了实验现象。这个成就揭开舊量子論與量子力學的序幕，因此4月14日成為了世界量子日，以作紀念；普朗克也因此获得1918年诺贝尔物理学奖。尽管在后来的时间里，普朗克一直试图将自己的理论纳入经典物理学的框架之下，但他仍被视为近代物理学的开拓者之一。

不过在当时，該假说与玻尔兹曼的理论相比，可谓无足轻重。
“一个纯公式的假说，我其实并没有为此思考很多。（德语原文：eine rein formale Annahme, ich dachte mir eigentlich nicht viel dabei.）”
如今这个与经典物理学相悖的假说被作为是量子物理学诞生的标志，和普朗克最大的科学成就。但是需要提及的是，玻尔兹曼先前於大约1877年已经将一个物理学系统的能量级可以是不连续的作为其理论研究的前提条件。
在接下来的时间里，普朗克试图找到能量子的意义，但是毫无结果，他曾写道：
“我的那些试图将普朗克常数归入经典理论的尝试徒劳無功，却耗费了我多年的时间和精力。（德语原文：Meine vergeblichen Versuche, das Wirkungsquantum irgendwie der klassischen Theorie einzugliedern, erstreckten sich auf eine Reihe von Jahren und kosteten mich viel Arbeit.）”
其他物理学家如瑞利、詹姆士·金斯和亨德里克·洛伦兹在几年后仍将普朗克常数设为零，以便其不与经典物理学相悖，但是普朗克十分清楚，普朗克常数是一个不等于零的确切数值。“金斯的固执令我很费解，他就像是理论学界里的黑格尔，他本不该是这样的，观点与事实不相符时却越是要坚持。”（德语原文：Jeans' Hartnäckigkeit ist mir unverständlich – er ist das Beispiel eines Theoretikers, wie er nicht sein soll, dasselbe, was Hegel in der Philosophie war. Um so schlimmer für die Tatsachen, wenn sie nicht stimmen.）

### 相对论
1905年，当时尚完全不为人所知的爱因斯坦在科学杂志《物理年鉴》中发表了三篇开创性的论文，普朗克是少数很快发现爱因斯坦狭义相对论重要性的人之一，由于普朗克的影响力，相对论很快在德国内得到认可，普朗克自己也对狭义相对论的完成做出了重要贡献。
除了相对论，爱因斯坦还对1887年由赫兹和威廉·哈尔瓦克斯（Wilhelm Hallwachs，1859年－1922年）发现，1902年由菲利普·莱纳德进一步研究的光电效应提出了光量子假说，这一假说却遭到了普朗克的反对，他并不准备放弃麦克斯韦的电动力学，
“光量子理论不是后退了几十年，而是后退了几百年，那时克里斯蒂安·惠更斯提出反对牛顿业已占据优势的辐射理论。”（德语原文：Die Theorie des Lichtes würde nicht um Jahrzehnte, sondern um Jahrhunderte zurückgeworfen, bis in die Zeit, da Christian Huygens seinen Kampf gegen die übermächtige Newtonsche Emissionstheorie wagte.）”
1910年，爱因斯坦指出低温下比热的不正常表现，是又一个无法用经典理论解释的现象，为了对这些有悖经典理论的现象寻求合理的解释，普朗克和能斯特于1911年在布鲁塞尔组织了第一次索尔维会议，在这次会议上，爱因斯坦终于说服了普朗克。
其间，普朗克成为柏林大学的校长，他将爱因斯坦请到了柏林，并在1914年为爱因斯坦设立了一个新的教授职位，他们很快便结下了很好的友谊。

### 一战和魏玛时期
在第一次世界大战爆发时，普朗克也没能独善其身，但他并不支持极端的民族主义，由于他的影响，由他担任四个常任主席之一的普鲁士科学院在1915年将奖项颁给了一项意大利的研究成果，虽然在当时的战争中意大利是德国的敌人。可是普朗克在臭名昭著的“93名知识分子的宣言”上签下了自己的名字，这是当时战争宣传的一部分，而爱因斯坦则坚持和平主义的态度，这点使他差點入狱，所幸他的瑞士国籍使他免受了牢狱之灾。此后1915年，普朗克在与洛伦兹多次碰面後，撤回了宣言中的部分内容，并于1916年签署声明反对德国的军国主义。
在一战后的动荡时期，享有德国物理学界的最高地位的普朗克，向他的同事们发出了“坚持到底，继续工作”（德语原文：Durchhalten und weiterarbeiten）的口号。1920年10月，他和弗里茨·哈伯创建了“德国科学临时学会”（Notgemeinschaft der Deutschen Wissenschaft），其目的是为陷入困境的科学研究提供资金支持，其中的大部分资助来自国外。同时，普朗克也在柏林的大学、普鲁士科学院、德国物理学会和威廉皇家学会（Kaiser-Wilhelm-Gesellschaft，即后来的马克斯·普朗克学会）等机构担任领导职务，在这样的情况下，普朗克很难再顾及到自己的科学研究。
普朗克加入了古斯塔夫·施特雷泽曼（1926年获诺贝尔和平奖）的德国人民党，该党的国内政策自由，而对外政策则相对保守。普朗克反对普选权，并认为纳粹独裁是“人民大众法治升华”（德语原文：Emporkommen der Herrschaft der Masse）的结果。

### 量子力学
普朗克拒绝接受由玻尔、維爾納·海森堡和泡利在20世纪20年代末提出的量子力学的哥本哈根诠释，同样反对哥本哈根诠释的还有薛定谔和马克斯·冯·劳厄，爱因斯坦此时也成为了保守派。普朗克认为海森堡的矩阵力学“令人厌恶”（德语原文：abscheulich），而将薛定谔方程作为救世主。普朗克觉得波动力学将会使得他自己的量子理论很快成为多余，然而科学的真理没有顾及他的想法而继续被揭示，正像普朗克年轻时与老一辈科学家争论时所写的那样：
“要接受一个新的科学真理，并不用说服它的反对者，而是等到反对者们都相继死去，新的一代从一开始便清楚地明白这一真理。（德语原文：Eine neue wissenschaftliche Wahrheit pflegt sich nicht in der Weise durchzusetzen, dass ihre Gegner überzeugt werden und sich als belehrt erklären, sondern dadurch, dass die Gegner allmählich aussterben und dass die heranwachsende Generation von vornherein mit der Wahrheit vertraut gemacht ist.）”
1926年，普朗克成为英国皇家学会会员，同时还担任了柏林威廉皇帝学会（后来这个学会用他的名字更名为马克斯·普朗克学会）的主席。

### 纳粹和二战时期
1933年纳粹上台时普朗克74岁，对于在普鲁士传统下成长起来的普朗克来说，对国家的无条件忠诚是理所应当的，作为威廉皇家学会的主席，他在1933年7月14日上书内政部长威廉·弗利克，表示学会愿意投入到帝国的种族纯净研究中。国家权力的滥用，使得普朗克身不由己地放弃了自己的立场，他目睹了许多犹太人朋友和同事们被驱逐出他们的工作岗位，并被羞辱，数以百计的科学家被迫离开了德国。普朗克再次尝试用“坚持到底，继续工作”的口号，请求正在考虑移民国外的科学家们不要离开德国，并成功说服了其中的部分人留在德国。
奥托·哈恩曾问普朗克，是否可以召集一些有声望的德国教授，共同呼吁抵制对犹太人教授的不公正待遇，普朗克回答道：“如果您今天召集了30位教授，那么明天就会有另外150位来反对您，因为您这样做会让他们丢掉饭碗。”（德语原文：Wenn Sie heute 30 solcher Herren zusammenbringen, dann kommen morgen 150, die dagegen sprechen, weil sie die Stellen der anderen haben wollen.）而对于犹太人化学家弗里茨·哈伯受到了不公正待遇，普朗克则直接去找希特勒提出抗议，但是一无所获，哈伯最终于1934年死于流亡生活中，一年后普朗克以威廉皇家学会主席的身份，为哈伯举行了一次纪念活动。普朗克还竭尽全力，使得一些犹太人科学家能够在一段时间内继续在威廉皇家学会的研究所工作。1936年，普朗克结束了威廉皇家学会主席的任期，在纳粹的威胁之下，他放弃参加连任的选举。
政治环境越来越恶劣，“德意志物理学”（Deutschen Physik）的代表人和帝国物理技术学院主席约翰尼斯·斯塔克在党卫军刊物上批评普朗克、阿諾·索末菲（1868年－1951年）和維爾納·海森堡是“白种的犹太人”（德语原文：weiße Juden），并抨击整个理论物理学界，《Hauptamt Wissenschaft》（科学总局）调查了普朗克的出身，发现他有十六分之一的犹太人血统，这与他们本来的期望相距甚远。
1938年，为了庆祝普朗克的八十岁生日，德国物理学会将马克斯·普朗克奖章授予了法国物理学家路易·德布罗意，普朗克收到了约900份贺信，他一一作了回复。
1938年底，纳粹将学会的整个社会和政治生活一体化，即将公开和私人的生活统一化，普朗克辞职以表示抗议。虽然岁数已高，普朗克还是坚持前往各地演讲，其中就包括1937年的著名演讲“宗教和自然科学”（Religion und Naturwissenschaft）。1943年，普朗克还在阿尔卑斯山上攀登了数座三千多米的高山。
二战期间，由于柏林受到空袭，普朗克离开了柏林，他于1942年写道：“我突然萌发了这样的念头，要度过危机，一直活到重新崛起的转折点那天”（德语原文：Mir ist der brennende Wunsch gewachsen, die Krise durchzustehen und so lange zu leben, bis ich den Wendepunkt, den Anfang zu einem Aufstieg werde miterleben können）。1943年底普朗克在卡塞尔演讲期间借宿亲戚家，10月22日晚亲历了一次毀滅性的空袭，普朗克亲眼见到亲戚被炸身亡。1944年2月，普朗克在柏林的家也在空袭中被完全摧毁。
普朗克的二儿子埃尔温·普朗克（Erwin Planck）因参与1944年暗杀希特勒的7月20日密谋案，1944年7月23日被逮捕并被关入盖世太保的总部。盡管普朗克曾寫信給希特勒，希望能看在他年事已高，放過他兒子；但1944年10月23日人民法院判处埃尔温死刑，1945年1月23日行刑。
在二战的最后几周内，普朗克與其妻陷入了盟军在易北河的进攻前线，二战结束后普朗克被送回了哥廷根。

### 晚年
二战结束后，在恩斯特·特尔朔（Ernst Telschow）的领导下，威廉皇帝学会在哥廷根得到重建，由普朗克担任過渡時期的會長；1946年4月1日由从英国获释回国的奥托·哈恩接替。盡管美國等盟友認為應該要解散該協會，但英国認為應該要保留，所以決定于1946年9月建立马克斯·普朗克学会以取代威廉皇帝学会。
虽然越来越受到健康问题的困扰，普朗克仍旧前往各地进行巡回演讲。1946年7月，普朗克作为唯一一位被邀请的德国人，参加了皇家学会纪念牛顿诞辰300周年的庆典。
1947年10月4日，普朗克因跌倒和多次中风的后遗症而去世，享壽89岁。

## 家庭
1887年3月，普朗克与一个慕尼黑中学同学的妹妹玛丽·梅尔克（Marie Merck，1861年－1909年）结婚，婚后生活在基尔的Wilhelminenstraße 43，共有4个孩子，分別叫做卡尔（Karl，1888年－1916年）、双胞胎埃玛（Emma，1889年－1919年）和格雷特（Grete，1889年－1917年）以及埃尔温（Erwin，1893年－1945年）。
在普朗克前往柏林工作后，全家住在柏林的一栋别墅（Berlin-Grunewald, Wangenheimstraße 21）中，与不计其数的柏林大学教授们为邻，普朗克的庄园发展成为了一个社交和音乐中心，许多知名的科学家如阿尔伯特·爱因斯坦、奥托·哈恩和莉泽·迈特纳等都是普朗克家的常客，而这种在家中演奏音乐的传统来自于亥姆霍兹家。
在度过了多年幸福的生活后，普朗克遇到了不幸，1909年普朗克的妻子去世了，其病因可能為结核病。1911年3月普朗克与他的第二任妻子玛格丽特·冯·赫斯林（Margarethe von Hößlin，1882年－1948年）结婚，同年12月普朗克的第三个儿子赫尔曼（Herrmann）也誕生於世了。
第一次世界大战期间，普朗克的大儿子卡尔死于凡尔登战役，二儿子埃尔温在1914年被法军俘虏，1917年女儿格雷特在产下第一个孩子时去世，她的丈夫娶了普朗克的另一个女儿埃玛，不幸的是埃玛在两年后同样死于生产。普朗克平静地经受了这些打击，格雷特和埃玛的孩子存活了下来，普朗克也为她们取名格雷特和埃玛，继承了她们各自母亲的名字，
1945年1月23日，普朗克的二儿子埃尔温·普朗克因参与暗杀希特勒未遂而被纳粹杀害，至此，普朗克与其第一任妻子所生的4个孩子全都去世。

## 荣誉
- 1915年获功勋勋章的科学和艺术勋章；
- 1918年获诺贝尔物理学奖；
- 1928年获德意志帝国雄鹰勋章（Adlerschild des Deutschen Reiches）；
- 1929年与爱因斯坦共同获马克斯·普朗克奖章，该奖项由德国物理学会于该年创设；
- 获法兰克福大学、慕尼黑工业大学、罗斯托克大学、柏林工业大学、格拉茨大学、雅典大学、剑桥大学、伦敦大学和格拉斯哥大学荣誉博士学位；
- 1938年，第1069号小行星（1927年1月28日由德国天文学家马克斯·沃夫在海德堡发现）以普朗克的名字命名为Planckia，时年普朗克80岁；
- 1957年至1971年德国官方2马克硬币使用普朗克的肖像；
- 1983年德意志民主共和国发行一枚5马克纪念硬币，纪念普朗克诞辰125周年；
- 探測宇宙微波背景輻射的普朗克卫星。
- 如今有很多学校和大学以普朗克的名字命名。

## 著作
- Max Planck:
- Max Planck:
- Max Planck:
- Max Planck:
- Max Planck:
- Max Planck:
- Max Planck:
- Max Planck:
- Max Planck:
- Max Planck:
- Max Planck:
- Max Planck:
- Max Planck:
- Max Planck:

### 引用
1. ↑  The Nobel Prize in Physics 1918 （页面存档备份，存于）. Nobelprize.org. Retrieved on 2018-12-19.
2. ↑  余海峯. . 2017-04-10  [2025-02-22] （中文（臺灣））.
3. ↑  .   [2025-02-22] （英语）.
4. ↑  .   [2025-02-22] （英语）.